# Deputados de Portugal no Parlamento Europeu (2014-2019)
Esta é uma lista dos 21 deputados ao Parlamento Europeu eleitos por Portugal para a oitava legislatura (2014-2019).
| Na lista do PS (S&D): 1. Francisco José Pereira de Assis Miranda 2. Maria João Fernandes Rodrigues 3. José Carlos das Dores Zorrinho 4. Elisa Maria da Costa Guimarães Ferreira (2004–2016; renunciou ao mandato) 5. Ricardo da Piedade Abreu Serrão Santos 6. Ana Maria Rosa Martins Gomes 7. Manuel Pedro Cunha da Silva Pereira 8. Liliana Maria Gonçalves Rodrigues de Góis 9. Manuel António dos Santos (2016–2019; em substituição de Elisa Ferreira) Na lista da Aliança Portugal - PPD/PSD.CDS-PP (Grupo do PPE): 1. Paulo Artur dos Santos Castro de Campos Rangel 2. Fernando de Carvalho Ruas 3. Sofia Heleno Santos Roque Ribeiro 4. João Nuno Lacerda Teixeira de Melo 5. Carlos Miguel Maximiano de Almeida Coelho 6. Cláudia Sofia Gomes Monteiro de Aguiar 7. José Manuel Ferreira Fernandes | Na lista da CDU (GUE/NGL): 1. João Manuel Peixoto Ferreira 2. Inês Cristina Quintas Zuber (2012–2016; renunciou ao mandato) 3. Miguel Lopes Batista Viegas 4. João Nuno Calado Pimenta Lopes (2016–2019; em substituição de Inês Zuber) Na lista do MPT (Grupo do PPE): 1. António de Sousa Marinho e Pinto (jul.–set. 2014; passou à condição de independente) 2. José Inácio da Silva Ramos Antunes de Faria Na lista do B.E. (GUE/NGL): 1. Marisa Isabel dos Santos Matias Como independente (PDR), após o abandono da delegação do MPT (ALDE): 1. António de Sousa Marinho e Pinto (set. 2014–jul. 2019) |

| 1. 2. 3. 4. 5. - Site do Parlamento Europeu |